# 자외선

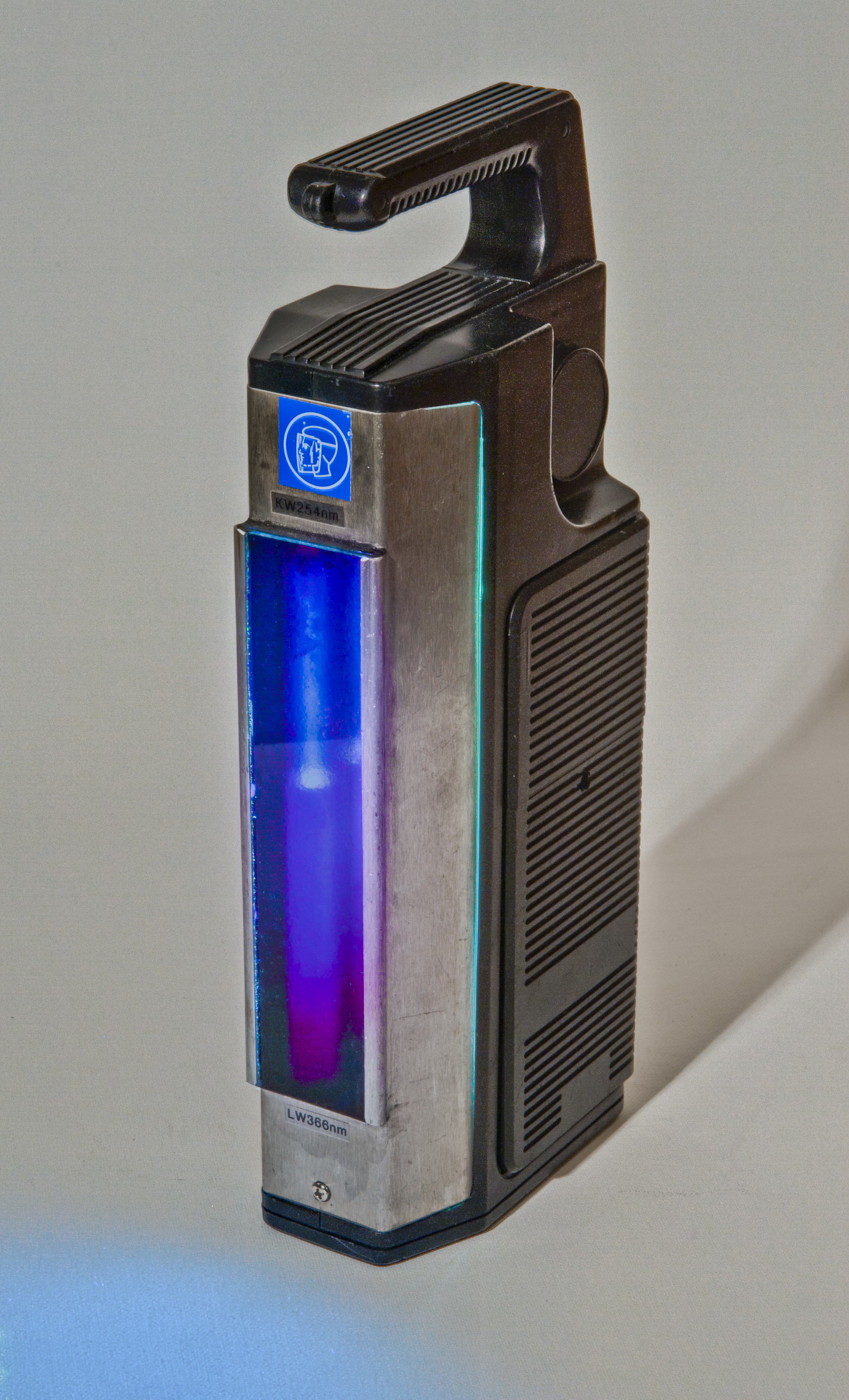
휴대용 자외선램프

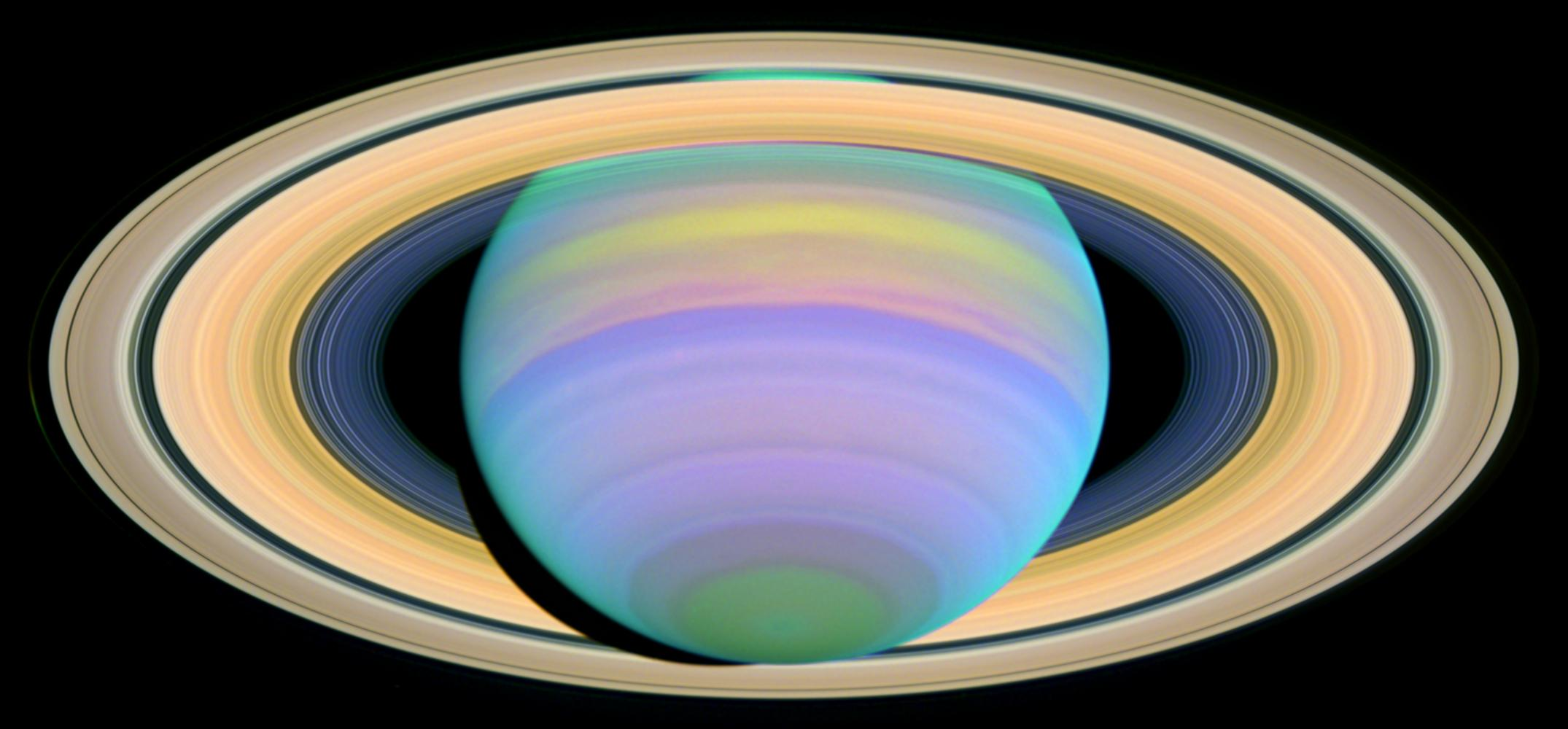
토성의 고리를 자외선으로 촬영한 것.

자외선(紫外線, ultraviolet, UV) 혹은 넘보라살은 스펙트럼에서 보라색 띠에 인접한, 사람의 육안에는 보이지 않는 10에서 400나노미터 파장 영역(750THz)의 전자기파다. 자외선의 파장은 가시광선보다 짧고, X선보다는 길다. 자외선은 햇빛에서 나온다. 아크방전할 때 만들어지기도 하고 수은등, 태닝등, 블랙라이트와 같은 장치로 만들어 낼 수 있다. 긴 파장의 자외선은 원자를 이온화시키기에는 에너지가 부족하지만 물질들이 화학반응을 일으키게 해서 빛을내거나 형광효과가 나도록 할 수 있다. 따라서 자외선은 생물체를 단순히 가열시킬 뿐만 아니라 체내 분자의 상호작용을 일으키기도 한다.

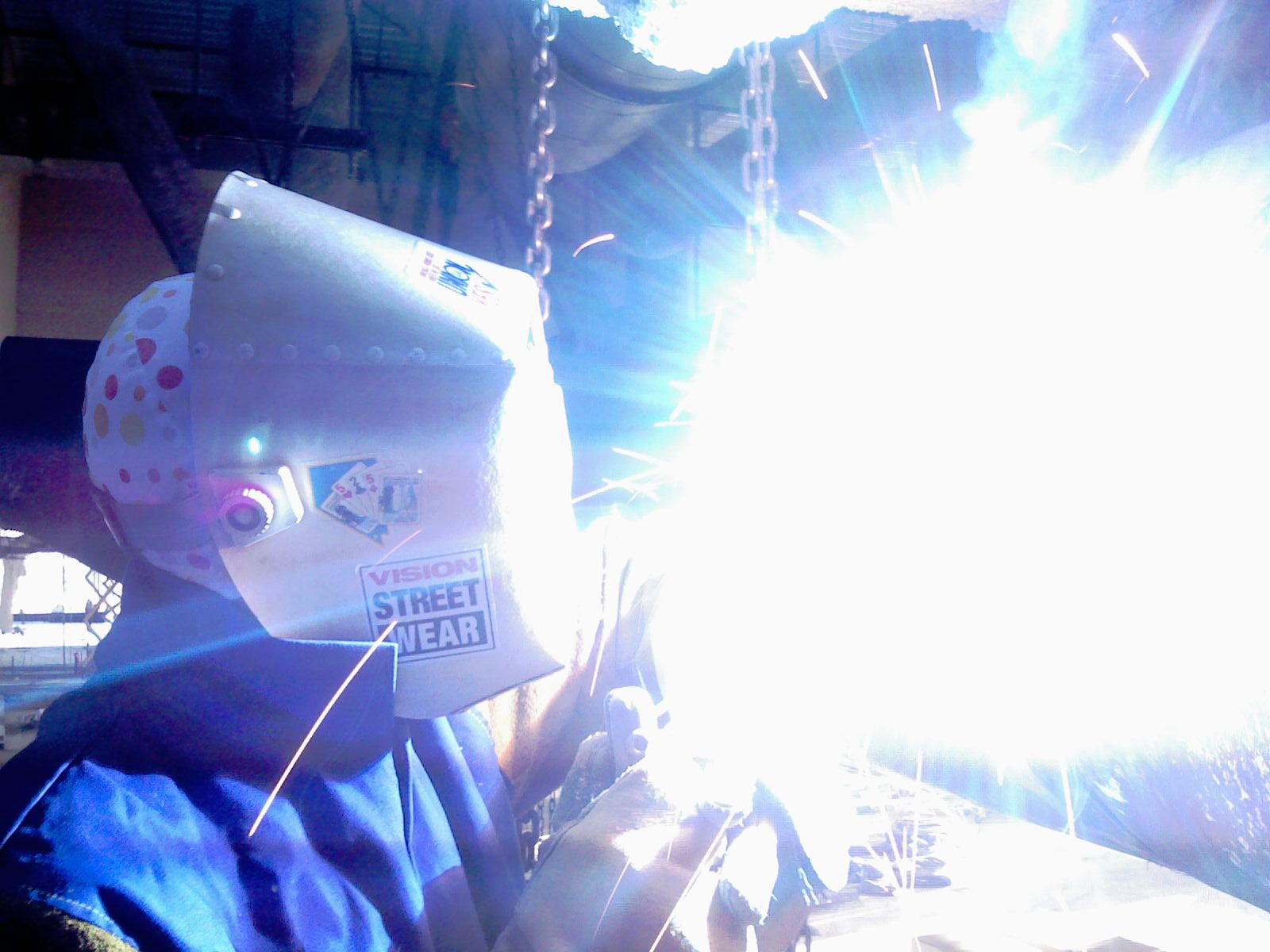
자외선은 아크방전으로도 만들 수 있다. 아크용접을 하는 사람은 용접 헬멧을 착용해야 하며, 광각막염과 일광화상을 예방하기 위해 피부를 보호해야 한다.

검버섯, 주근깨, 일광화상 모두 자외선에 과노출된 결과라는 공통점이 있으며, 증상이 심해질 경우 피부암으로 발전할 위험이 있다. 지구의 대기가 태양으로부터 오는 자외선을 막아주지 않는다면 땅 위의 생물들은 자외선에 의해 심각한 피해를 입을 것이다. 파장대가 121nm보다 작아 에너지가 더 높은 파장대의 자외선은 공기중의 공기를 이온화시켜서 땅에 닿기전에 공기에 흡수된다. 자외선은 인간을 포함한 대부분의 척추동물이 비타민D를 합성할 수 있게 해주는 중요한 요소이다. 따라서 자외선은 인간에게 이익과 불이익을 동시에 준다고 볼 수 있다
충분히 에너지가 높은 전자기파는 생체 조직을 파괴시킬수 있기 때문에 작은 미생물들을 파괴시킬 수 있고, 그 때문에 자외선은 일상에서 소독기 등으로 이용되며 과학자들은 지구의 초기에 대기가 자외선을 막아주지 못했을 때에 지상에는 생물이 살 수 없어 바다에서 최초의 생물인 원시어류가 생겨 났으리라 추측한다
몇몇의 곤충, 포유류, 새들은 근자외선대의 빛을 볼 수 있다. 작은 새들은 자외선파장의 빛을 볼 수 있게 해주는 제4의 빛 수용체가 존재하며 새에게 '진짜' 자외선을 볼 수 있는 시야를 제공한다. 순록은 눈의 색 때문에 잘 보이지 않는 북극곰을 보기 위해 근자외선 빛을 이용한다. 자외선은 또한 포유류들이 오줌의 자국을 볼 수 있게 해주어 사냥감들이 야생에서 먹을것을 찾을 수 있도록 도와준다. 나비의 눈은 인간의 눈과 똑같아 보이지만 자외선 파장대에 민감하며, 수컷 나비는 암컷을 유혹하기 위해 밝은 무늬를 띈다. 대부분의 자외선대의 빛을 인간은 볼 수 없다. 인간의 눈에 있는 렌즈가 중파장 자외선(UVB)대 진동수 이하의 진동수를 가진 빛을 걸러내며, 인간눈은 자외선대의 빛을 보기위한 수용체가 부족하다. 따라서 인간은 다른 동물들이 보는 만큼의 '빛의 색'을 보지 못한다.
아이들과 젊은 어른들 그리고 무수정체증환자는 몇몇 상황에서 310nm이하의 파장의 자외선을 볼 수 있다. 눈에 렌즈가 없는 사람들은 종종 자외선을 보고서 자외선이 "푸른 희끄무레한색" 또는 "보라 희끄무레한색"을 띈다고 말한다. 이는 우리 눈의 세 빛 수용체(원추세포)가 자외선대의 파장에 민감해서 세 수용체 모두 반응하되, 파란색 스펙트럼으로 치우쳐진 빛으로 감지되기 때문이다.
스마트폰에 강화유리를 붙일 때 자외선을 이용해서 붙이기도 한다.

## 역사
자외선은 1801년 독일의 물리학자 요한 빌헬름 리터가 가시 스펙트럼의 반대편의 보라색 보다 짧은 스펙트럼 빛을 관찰하면서 발견되었다. 그는 빛에 반응하는 염화은을 바른 종이를 이용하여 보라색의 외부의 눈에 보이지 않은 빛을 발견했다.
200 나노미터 미만의 자외선은 진공 자외선이라고 하는데, 그 까닭은 공기에 강력하게 흡수되는 성향 때문으로, 독일의 물리학자 빅토르 슈만이 1893년 이 용어를 만들어냈다.

## 종류
| 이름               | 축약      | 파장 (nm) | 광자 에너지 (eV, aJ)     | 참고 / 가명                                                                    |
| ------------------ | --------- | --------- | ------------------------ | ------------------------------------------------------------------------------ |
| 자외선 A           | UVA       | 320–400   | 3.10–3.94, 0.497–0.631   | 장파장, 블랙라이트, 오존층에 흡수 안 됨                                        |
| 자외선 B           | UVB       | 280–320   | 3.94–4.43, 0.631–0.710   | 중파장, 대부분 오존층에 흡수됨                                                 |
| 자외선 C           | UVC       | 100–280   | 4.43–12.4, 0.710–1.987   | 단파장, 살균, 오존층과 대기에 완전히 흡수됨                                    |
| 근자외선           | NUV       | 300–400   | 3.10–4.13, 0.497–0.662   | 새, 곤충, 물고기가 볼 수 있음                                                  |
| 중자외선           | MUV       | 200–300   | 4.13–6.20, 0.662–0.993   |                                                                                |
| 원자외선           | FUV       | 122–200   | 6.20–12.4, 0.993–1.987   |                                                                                |
| 수소 라이먼 알파선 | H Lyman-α | 121–122   | 10.16–10.25, 1.628–1.642 | 121.6 nm의 스펙트럼선, 10.20 eV.                                               |
| 진공 자외선        | VUV       | 10–200    | 6.20–124, 0.993–19.867   | 대기 산소에 강력하게 흡수되지만 150–200 nm의 파장은 질소를 통해 전파될 수 있음 |
| 극자외선           | EUV       | 10–121    | 12.4–124, 1.99–19.87     | 대기에 완전히 흡수됨                                                           |

## 인공 자원
- 블랙라이트
- 단파 자외선 램프
- 가스방전등
- 자외선 레이저

## 같이 보기
- 고에너지 가시광선
- 적외선
- 자외선천문학
- 자외선 파탄
- 자외선 지수
- UV 마커